# Condado de Payette
O Condado de Payette é um dos 44 condados do Estado americano do Idaho. A sede do condado é Payette, que é também a sua maior cidade. O condado tem uma área de 1062 km² (dos quais 7 km² estão cobertos por água), uma população de 20 578 habitantes, e uma densidade populacional de 19 hab/km² (segundo o censo nacional de 2000). O condado foi fundado em 1917 e o seu nome provém do rio Payette, por sua vez vindo do comerciante de peles franco-canadiano François Payette.